# Medullär-zystische Nierenerkrankung Typ 2
Die medullär-zystische Nierenerkrankung Typ 2, auch als MCKD2 oder ADMCKD2 (autosomal dominant medullary cystic kidney disease type 2) oder autosomal-dominante Nephronophthise bezeichnet, ist eine sehr seltene ernsthafte genetisch bedingte Erkrankung der Nieren. Die Krankheit ist eine autosomal-dominante Form einer tubulointerstitiellen Nephropathie. Die MCKD2 führt zu Zystennieren an der kortikomedullären Grenze der Nieren. Die Erkrankung bricht im Erwachsenenalter aus und führt im Durchschnitt in der dritten Lebensdekade bei den Betroffenen zum terminalen Nierenversagen.

## Prävalenz und Genetik
Die medullär-zystische Nierenerkrankung Typ 2 ist eine sehr seltene Erbkrankheit. Die Prävalenz von Typ 1 und Typ 2 der MCKD liegt zusammen bei etwa 1 bis 9 pro 1.000.000. Bis 2001 waren etwa 55 betroffene Familien weltweit bekannt, die entweder von Typ 1 oder Typ 2 der MCKD betroffen sind.
Der Gendefekt befindet sich auf Chromosom 16 Genlocus p12.3 Offensichtlich sind Mutationen im UMOD-Gen, es liegt auf Chromosom 16 im Locus p13.11-p12.3, verantwortlich für die MCKD2.
Mutationen in UMOD führen zu einer verminderten Exkretion von Uromodulin (Tamm-Horsfall-Protein) im Urin. Bisher wurde eine Reihe von Mutationen von UMOD beschrieben, die fast alle im hochkonservierten Exon 4 liegen.

## Diagnose
Patienten mit MCKD2 haben infolge des tubulären Konzentrierungsdefektes erhebliche Salzverluste, die zu einer schweren Dehydratation und Elektrolytverschiebungen führen können. Der Verlust der Fähigkeit den Urin auf über 800 mosm*kg−1H2O konzentrieren zu können, ist ein Frühsymptom der Erkrankung. Im Blut der betroffenen lassen sich Azotämie (überdurchschnittliche hoher Gehalt von stickstoffhaltigen Stoffwechselprodukten), Anämie (Blutarmut), Hypokaliämie (Kaliummangel) und metabolische Azidose (Übersäuerung) nachweisen.
Die eingeschränkte Nierenfunktion lässt sich mittels Nierenfunktionsszintigraphie nachweisen.
Die Diagnose lässt sich durch Sonographie („Ultraschall“) oder andere bildgebende Verfahren, wie beispielsweise der Magnetresonanztomographie, stellen.
Atrophische und zystisch erweiterte Tubuli befinden sich in der Mehrzahl an der kortikomedullären Grenze der Nieren. Die Zysten gehen meist vom distalen Konvolut und den Sammelrohren aus.

## Abgrenzung zur Nephronophthise
Bis in die 1970er Jahre hinein ist man davon ausgegangen, dass Nephronophthise (NPHP1) und die beiden medullär-zystischen Nierenerkrankungen (Typ 1+2) die gleiche Krankheit sind. Beide Formen lassen sich histologisch nicht unterscheiden. Der Erbgang der Nephronophthise ist autosomal-rezessiv. Sie führt im Typ 1 im Durchschnitt bereits im 13. Lebensjahr zum terminalen Nierenversagen. Wegen der Ähnlichkeit der Erkrankungen spricht man auch vom NPH-MCKD-Komplex.
Bei der medullär-zystischen Nierenerkrankung Typ 2 tritt das terminale Nierenversagen im Alter von durchschnittlich 32 Jahren ein.

## Therapie
Es ist bis heute keine Therapie bekannt, die das Nachlassen der Nierenleistung bis in die chronische Niereninsuffizienz hinein aufhalten könnte. Die Behandlung der MCKD2 erfolgt deshalb rein symptomatisch. Eine Heilung bietet nur eine Nierentransplantation. Mit dem terminalen Versagen der Nieren wird eine Nierenersatztherapie notwendig. Entweder in Form der Dialyse oder mittels Nierentransplantation.
Neben der eingeschränkten Nierenfunktion sind noch Hyperurikämie und Gicht mit der Krankheit assoziiert.